# Centrum Herdera

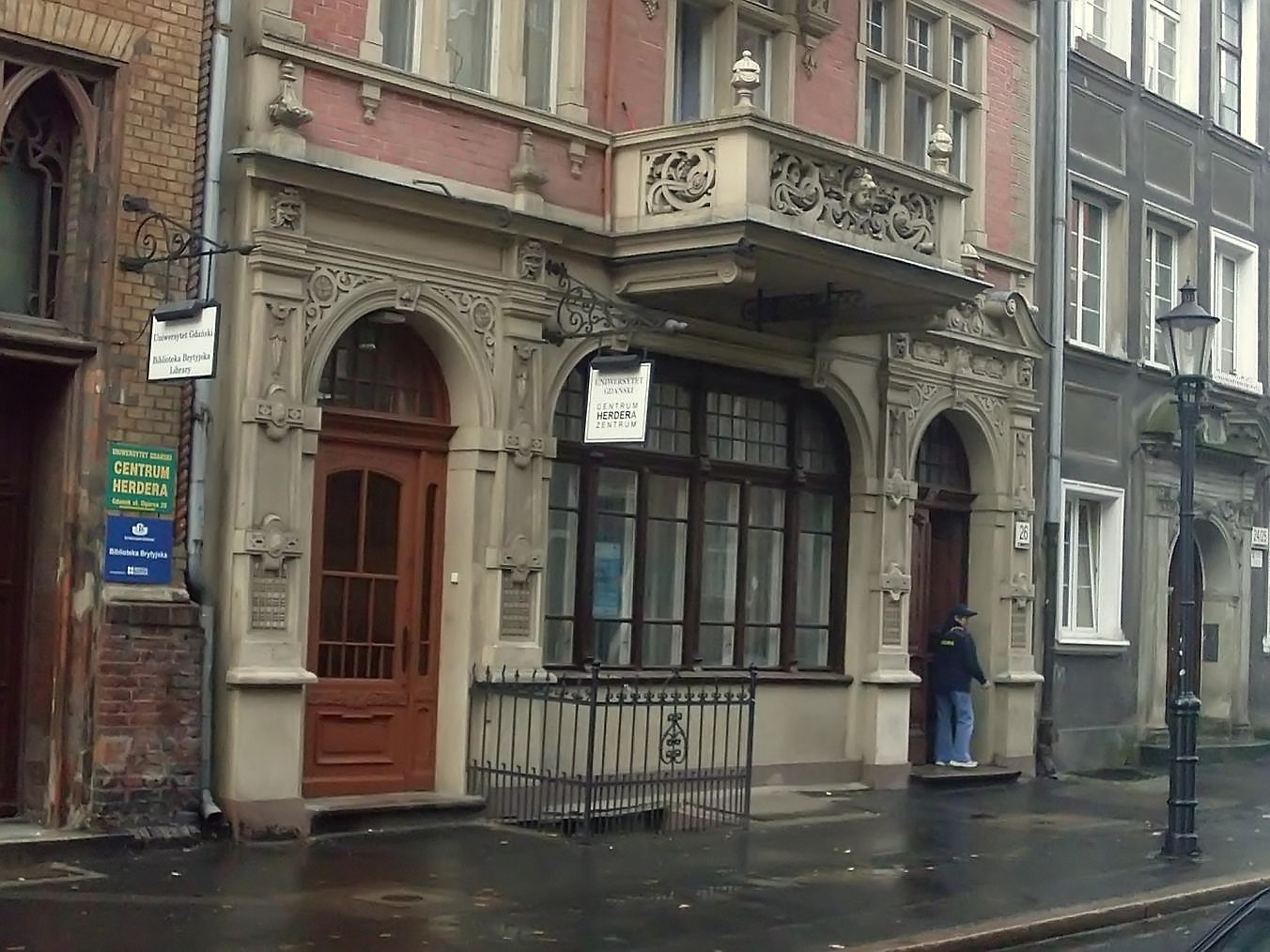
Centrum Herdera

Centrum Herdera – to jednostka ogólnouniwersytecka Uniwersytetu Gdańskiego, znajdująca się przy ul. Ogarnej 26 w Gdańsku. Jej patronem jest niemiecki filozof Johann Gottfried Herder.
W Centrum Herdera organizowane są wieczory autorskie, wystawy książek niemieckojęzycznych, spotkania nauczycieli języka niemieckiego, studentów polskich i niemieckich uczelni, spotkania informacyjne i edukacyjne dla uczniów szkół średnich.
Centrum Herdera pomaga w organizacji konkursów języka niemieckiego, aktywnie uczestniczy w projektach realizowanych przez studentów oraz młodzież szkół średnich.
Centrum Herdera służy także informacjami o możliwościach podjęcia studiów w Republice Federalnej Niemiec, uzyskania stypendium, o działalności instytucji i fundacji wspierających wymianę młodzieży, o zakresie i terminach egzaminów językowych prowadzonych przez Goethe-Institut.